# Взрыв около израильского посольства в Лондоне (1994)
Взрыв около израильского посольства в Лондоне в 1994 году — атака с помощью начинённого взрывчаткой автомобиля, произошедшая 26 июля 1994 года перед зданием израильского посольства в Лондоне. Ранения получили 20 гражданских лиц. Вторая бомба взорвалась снаружи Дома Бальфура, в Finchley, на территории которого размещался Израильский еврейский филантропический институт.

## Атака
Припаркованная перед зданием посольства машина с 20-30 фунтами взрывчатки взорвалась через несколько минут после того, как её покинул приехавший на ней водитель. Взрыв, вызвавший повсеместные повреждения, был слышан более, чем за милю от эпицентра. Кроме ущерба, причинённого зданию посольства, были выбиты стекла в витринах магазинов. Теракт случился на следующий день после того, как иорданский король Хусейн и израильский премьер-министр Ицхак Рабин встретились в Вашингтоне для обсуждения иордано-израильского мирного договора.
Через 13 часов другая машина, начинённая взрывчаткой, взорвалась в пригороде Лондоне North Finchley, около Дома Бальфура, который в то время был лондонской штаб-квартирой одного из крупнейших еврейских благотворительных фондов, The United Jewish Israel Appeal (UJIA), ранив шестерых человек.

## Последствия
Израильский посол и эксперты британской разведки обвинили про-иранских экстремистов, связанных с Хезболлой. Группа, называющая себя Palestinian Resistance Jaffa Group взяла на себя ответственность за оба взрыва.
Пять палестинцев были арестованы в Лондоне в январе 1995 года по подозрению в связях с атаками на посольство. В декабре 1996 года двое из них, оба выпускники британских вузов, Джавад Ботмех и Самар Алами, были признаны виновными «в заговоре с целью взрыва» в Олд-Бейли. Они были приговорены к 20 годам тюрьмы, их апелляция в 2001 году была отклонена.
Ботмех был выпущен из тюрьмы в 2008 году.